# 西楚霸王墓

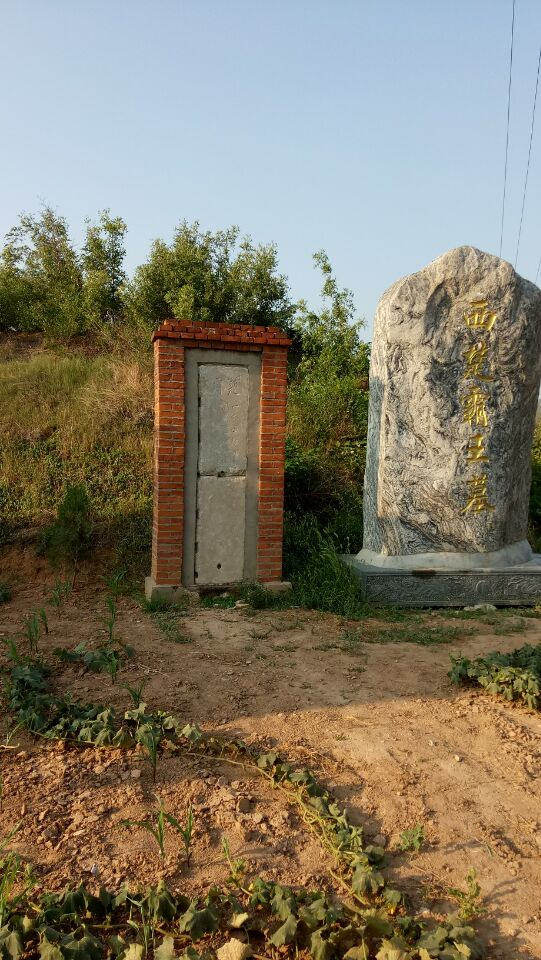
西楚霸王墓

西楚霸王墓位于山东省泰安市东平县旧县乡旧县三村，在古代穀城附近，为西楚霸王项羽的头葬地。

## 被毁
在文化大革命中，霸王墓坟头被铲平，碑记被砸毁，几棵千年汉代柏树被砍。后列入县级文物保护单位。

## 註释
1. ↑  城位于旧县乡，旧县乡原属平阴县，1996年划归给东平县[1]。但目前各种工具书仍称西楚霸王墓在平阴县西南。